# Francisco González Cabaña
Francisco González Cabaña (Benalup-Casas Viejas, Cádiz, 12 de octubre de 1957) es un político español del Partido Socialista Obrero Español. Es diputado en el Congreso de los Diputados y miembro del Comité Federal del PSOE. Entre 2000 y 2012 fue secretario general del Partido Socialista Obrero Español de Cádiz.

## Biografía
Su padre es Francisco González y su madre Manuela Cabaña. Licenciado en Filología Hispánica, González Cabaña es profesor de Lengua y Literatura en el instituto de su pueblo natal. Desde 1983 fue alcalde pedáneo de Benalup-Casas Viejas, hasta 1991 en el que la localidad consigue su propio municipio segregándose de Medina Sidonia. A partir de entonces, González Cabaña fue alcalde de Benalup-Casas Viejas hasta las elecciones generales de 2011, en las que fue elegido diputado nacional, el tercero y último de su partido en la provincia de Cádiz. Dimitió como alcalde siguiendo las directrices del candidato socialista Alfredo Pérez Rubalcaba, que obligó a todos los candidatos a diputado nacional a dejar sus cargos en la política municipal.
A nivel provincial, González Cabaña fue desde 1995 hasta 2003 vicepresidente de la Diputación de Cádiz, y presidente desde ese año hasta 2011, cuando el PP ganó las elecciones con mayoría absoluta. Desde entonces Cabaña es el líder de la oposición en la institución de gobierno provincial. El 21 de mayo de 2012 Cabaña dejó su acta de diputado provincial para dedicarse exclusivamente a su puesto de diputado del Congreso. El 20 de diciembre de 2015 se convierte en senador por el Partido Socialista y la provincia de Cádiz.